# Стельмах Володимир Володимирович
Володи́мир Володи́мирович Сте́льмах (4 березня 1995, м. Рівне — 11 березня 2022, біля с. Слобода-Кухарська, Київська область) — український регбіст, військовослужбовець, старший лейтенант 109 ОГШБ Збройних сил України, учасник російсько-української війни. Лицар ордена Богдана Хмельницького III ступеня (2022, посмертно). Герой України (2023, посмертно).

## Життєпис
Володимир Стельмах народився 1995 року в місті Рівному.
2015 року закінчив Національну академію сухопутних військ імені гетьмана Петра Сагайдачного. Відтоді служив заступником командира 109-го окремого гірсько-штурмового батальйону 10-ї окремої гірсько-штурмової бригади. Був гравцем регбійного клубу «Рівне».
Учасник АТО/ООС. Під час повномасштабного російського вторгнення в Україну обороняв Київ. Загинув 14 березня 2022 року.
Похований 16 березня 2022 року на цвинтарі «Молодіжне» в Рівному.

## Нагороди
- звання Герой України з удостоєнням ордена «Золота Зірка» (8 липня 2023, посмертно) — за особисту мужність і героїзм, виявлені у захисті державного суверенітету та територіальної цілісності України, самовіддане служіння Українському народові[4];
- орден Богдана Хмельницького III ступеня (11 квітня 2022, посмертно) — за особисту мужність і самовіддані дії, виявлені у захисті державного суверенітету та територіальної цілісності України, вірність військовій присязі[5].

## Вшанування пам'яті
- 8 липня 2022 року в Рівному вулицю Курчатова перейменували на честь Володимира Стельмаха[6].